# ベルナール・テブネ

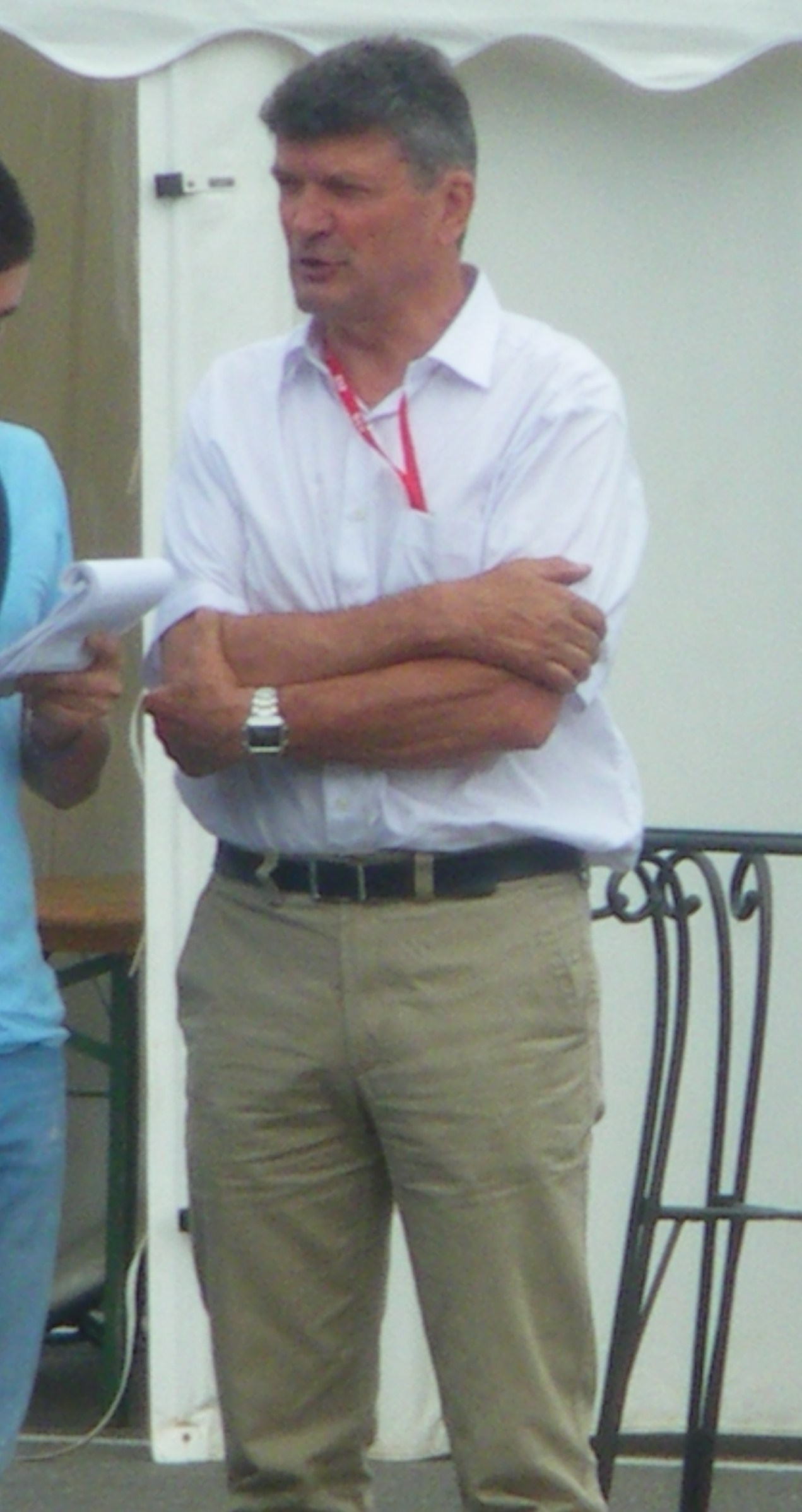
ベルナール・テブネ

ベルナール・テブネ（Bernard Thévenet。1948年1月10日- ）はフランス・ソーヌ＝エ＝ロワール県のサンジュリアン・ド・シヴリ出身の元自転車競技選手。1975年、1977年のツール・ド・フランス総合優勝者である。もみあげが長い風貌が特徴の選手でもあった。

## 戦歴
1968年、ルート・ド・フランス、フランス国内ジュニア選手権優勝。1970年にプロに転向し、プジョーのメンバーとなる。その年、後に2回の総合優勝を果たすことになるツール・ド・フランスにも出場し、区間1勝を挙げる。
1972年、ツール・ド・ロマンディ優勝。しかしその年のツールで落車した際、打ち所が悪く一時的に健忘症の状態に陥る。チームとしてはテブネにリタイアを勧めたが断固拒否。それどころか後に行われた、過酷なコースとして名高いモン・ヴァントゥの区間を見事優勝する。1973年のツールでは、ルイス・オカーニャに15分以上の差こそつけられたものの総合2位。しかし1974年のツールは病気のため出場できなかった。
1975年はドーフィネ・リベレを優勝したが、何といっても最大のハイライトはこの年のツールだった。史上最多の6度目の総合優勝を狙うエディ・メルクスが第15ステージのイゾアール峠（標高:2361m）付近で、慢性腰背痛と観客からパンチを浴びせられたことに起因する体調面の不良がもとで、何度かアタックをかけるも徐々に失速。一方、このステージを制したテブネがメルクスからマイヨ・ジョーヌを奪い取った。テブネは続く第16ステージでもメルクスに3分近い差をつけて連続区間優勝を果たし、その後もメルクスの追撃を許さず、悲願のツール・ド・フランス総合優勝を果たした。そしてこの大会はまた、メルクスの黄金時代に事実上終止符が打たれた大会ともなった。
1976年はドーフィネ・リベレ連覇を果たすもツールは途中棄権。しかし捲土重来を期した1977年のツールでは、ハニー・クイパー、ルシアン・バンインプらと激しく競り合い、最後はクイパーとの一騎討ちとなったが、48秒差という僅差ながらも最終ステージ前半の個人タイムトライアルでクイパーとの決着をつけ、2度目のツール総合優勝を果たした。一方、77年のパリ～ニースにおいてドーピングの陽性反応が出た。また、この年の冬にテブネは入院を余儀なくされたが、長期間に亘ってステロイド剤を服用していたと見られる症状が確認された。
その後のテブネの成績は今ひとつ。1980年に移籍したテカ時代に、グルノーブル6日間レースでダニー・クラークと組んで優勝した程度。ロードレースではさしたる結果を残すことはできず、1981年に引退した。その後はRMOチームの監督も歴任したが、現在はテレビ・雑誌等の評論活動を中心に、グルノーブル6日間レースの運営委員も務めている。